# H&K VP9
H&K VP9もしくはSFP9(ヨーロッパおよびカナダ市場での名称)は、ドイツの銃器メーカーであるH&K社が開発し、2014年から製造している自動拳銃である。

## 概要
作動方式は、ティルトバレル式ショートリコイル。グロック17のようなポリマー・フレームとストライカー撃発方式を採用している。スライド後部にはコッキング操作をサポートするための突起と、ストライカー尾部の位置を目視可能とすることによりコッキング状態を知らせるファイアリングピン・インジケーターが付いている。薬室に装弾されている状態ではエキストラクターの位置が変化し赤く表示される機能を備える。セイフティはトリガーに組み込まれているトリガーセイフティと、ファイアリングピンセイフティを備える。
トリガーガードのグリップ側付根左右にパドル型かボタン型のマグキャッチがあり左右どちらからでも操作可能。スライドキャッチも左右両サイドにあり左右どちらからでも操作可能。
ハンマー撃発式のH&K P30とスライド形状やフレームが似ており、P30の弾倉を流用できる。P30と同様バックストラップとグリップパネルを交換出来、ピカティニー・レールを採用している。
開発時はVP9 (VP: "Volkspistole") という名称がつけられたが、類似した名称の他社製品が存在したため、欧州とカナダではSFP9 (SFP: "striker-fired pistol") という名称で販売した。米国ではVP9の名称で販売している。
ドイツ連邦警察局やアメリカ合衆国の警察が採用したほか、陸上自衛隊がSFP9を9mm拳銃の後継拳銃として選定したことが発表された。
| ·        | Template‐ノート:同規模フリゲートに、このページに関する疑問があります。（2025年5月） 疑問の要約：テンプレート名と選択基準の妥当性 |                             |                                                   |                                                   |                                                   |                                                   |                           |                           |          |
|          | M1911 | BHP                         | P220                                              | Cz75                                              | 92F                                               | P226                                              | グロック17                | SFP9                      | MP-443   |
| 画像     | |                             |                                                   |                                                   |                                                   |                                                   |                           |                           |          |
| 口径     | .45 | 9mm                         | 9mm .45 等                                        | 9mm                                               | 9mm                                               | 9mm                                               | 9mm                       | 9mm                       | 9mm      |
| 装弾数   | 7発 | 13発                        | 9発                                               | 15発                                              | 15発                                              | 15発                                              | 17発                      | 15-20発                   | 18発     |
| 銃身長   | 127 mm | 118 mm                      | 112 mm                                            | 120 mm                                            | 125 mm                                            | 112 mm                                            | 114 mm                    | 104 mm                    | 112.5 mm |
| 全長     | 216 mm | 200 mm                      | 198 mm                                            | 206 mm                                            | 217 mm                                            | 196 mm                                            | 186 mm                    | 187 mm                    | 198 mm   |
| 重量     | 1,130 g | 810 g                       | 830 g                                             | 1,000 g                                           | 970 g                                             | 964 g                                             | 703 g                     | 753 g                     | 950 g    |
| 作動方式 | 反動利用 シングルアクション | 反動利用 シングルアクション | 反動利用 シングルアクションおよびダブルアクション | 反動利用 シングルアクションおよびダブルアクション | 反動利用 シングルアクションおよびダブルアクション | 反動利用 シングルアクションおよびダブルアクション | 反動利用 ダブルアクション | 反動利用 ダブルアクション | 反動利用 |

## 主なバリエーション
SFP9
通常モデル。トリガーストロークが短め、トリガープルが軽めに設定されている軍用モデルのSF ("Special Forces")、トリガーストロークが長め、トリガープルが重めに設定されている法執行機関向けモデルのTR ("technische Richtlinie")の2種類がある。
SFP9 M
海軍向け仕様（"M"はMaritimeの意）。耐塩水コーティングおよび OTB (Over The Beach) 仕様が施されたモデル。
SFP9 L
ロングスライド（長銃身）モデル。
SFP9 SK
コンパクトモデル。
VP9
米国の警察および民間市場に合わせたモデル。強装弾に対応し、通常モデルよりもスライドが重くなっている。

## 採用国
- ドイツ
  - ドイツ陸軍 - ドイツ陸軍特殊部隊KSKがSFP9-SFを使用。
  - ドイツ海軍 - 特殊部隊（Kommando Spezialkräfte Marine）が SFP9-SF M タイプを使用。
  - バイエルン州警察 – 約40,000丁を2019年までに調達[11][12][13]。
  - ベルリン警察 – 24,000丁の SFP9 TR、450丁の SFP9 SK (subcompact)が2017年に発注され、2018年に納入[14]。
  - ニーダーザクセン州警察 – H&K P2000の後継として約22,000丁を調達[15]。
  - ザクセン州警察 – 11,000以上を2015年に発注、2016年から2018年にかけ納入[16]。
  - ブランデンブルク州警察 – P228の後継として約8,000丁を調達[17]。
  - メクレンブルク＝フォアポンメルン州警察 – 5,700丁を発注[18]。

- ルクセンブルク
  - ルクセンブルク大公国警察 – 2017年にS&W M686 の後継として約1,700丁を調達[19]。
- リトアニア
  - リトアニア軍 - 2020年にSFP9 SFの採用を発表[20][21]
- アメリカ合衆国
  - フェニックス (アリゾナ州)市警察 – グロックの後継として107丁のVP40を調達[22]。
  - マディソン (ウィスコンシン州)市警察 – 警官所持の拳銃の選択肢にグロックの他に、H&K VP9を追加[23]。
- スイス
  - バーゼル＝シュタット準州警察 – 900丁を調達[24]。

### 日本での運用
防衛省
陸上自衛隊はそれまで採用していた9mm拳銃の後継として、2017年（平成29年度）予算において本拳銃とグロック17、ベレッタAPXの3機種を調達し、2019年（令和元年）まで選定作業を行っていた。そして2019年（令和元年）12月6日、同様に選定を行っていた新小銃とともに新拳銃としてSFP9の採用が発表された。選定理由としては今回候補となった3機種全てが要求性能を満たしていると判断された上で、「性能」、「後方支援」、「経費」の項目において最も高得点を獲得したのが本拳銃になる。特に経費の点では3機種中最も安く、量産単価で1式当たり7万円となっている。陸上自衛隊における調達数としては1万4000丁が計画されている。最初の調達は2020年（令和2年）度予算において323丁が計上された。
2020年（令和2年）5月18日には「9mm拳銃SFP9」として、正式に報道陣に公開された。公開されたモデルは耐水性および排水性に優れた「SFP9 M (Maritimeの意)」となっており、水陸機動団をはじめとする南西方面の部隊への配備が意識されている。
2023年（令和5年）度からは海上自衛隊と航空自衛隊からの調達が開始されている。

#### 調達
| 予算計上年度        | 陸自調達数 | 海自調達数 | 空自調達数 | 予算額                                |
| 令和2年度(2020年度) | 323丁      |            |            | 2,000万円                             |
| 令和3年度(2021年度) | 297丁      |            |            | 2,000万円                             |
| 令和4年度(2022年度) | 303丁      |            |            | 3,000万円                             |
| 令和5年度(2023年度) | 1,072丁    | 1,000丁    | 35丁       | 1億4,032万円＋1億3,090万円＋458万円   |
| 令和6年度(2024年度) | 2,771丁    | 322丁      | 3,320丁    | 3億7,491万円＋4,356万円＋4億4,919万円 |
| 合計                | 4766丁     | 1,322丁    | 3,355丁    |                                       |

都道府県警察
ドイツの日刊紙『ブラックフォレストメッセンジャー』によると、2020年東京オリンピックを控えた警察も約2,000丁を調達したと報じられている。オリンピック・パラリンピック関連警備の際に各地で目撃情報があったほか、2021年（令和3年）3月の東京マラソンでは警視庁自動車警ら隊にグロック45自動拳銃が配備されるのと並行して警視庁機動隊の銃器対策部隊にSFP9が配備されていることが確認された。